# Primorska podust
Primorska podust (znanstveno ime Protochondrostoma genei) je edina vrsta vrsta svojega rodu iz družine pravih krapovcev.
Vrsta je domorodna v Italiji in Sloveniji, kjer jo je mogoče najti v nekaterih rekah in jezerih. Ogroža jo izguba naravnega okolja, zato je v Sloveniji uvrščena na Seznam zavarovanih živalskih vrst. Populacija primorske podusti je v letih po naselitvi tujerodne podusti v primorske reke, močno upadla.

## Opis
Na prvi pogled je primorska podust podobna mladici navadne podusti. Ima vretenasto, bočno rahlo stisnjeno telo in majhno glavo z značilnimi podstojnimi usti, katerih ustnice so obdane s hrustančasto oblogo. Na spodnji strani polkrožnih ust ima riba šest sluznih por. Odrasle živali zrastejo do 20, izjemoma tudi do 30 cm in imajo hrbet zelene barve z zlatim pridihom. Boki so srebrni, trebuh pa bel. Vzdolž bokov poteka po sredini temna proga. Plavuti so rumenkasto bele barve, obrobljene pa so oranžno. Podobne barve so škržni poklopci in okolica ust. V ustih se nahaja ena vrsta goltnih zob. Običajno ima primorska podust na vsaki strani po pet zob, izjemoma pa se lahko pojave še šesti. Spolno dozori v tretjem ali četrtem letu, drsti pa se v jatah od marca do maja na plitvih prodiščih, kjer globina vode ne presega pol metra. Drstenje vsako leto poteka na istih mestih.
Primorska podust se hrani z raznimi majhnimi talnimi nevretenčarji, občasno pa tudi z vodnim rastlinjem.